# Kingdoms and Castles
Kingdoms and Castles est un jeu vidéo de type city-builder développé par Lion Shield et édité par Hooded Horse, sorti en 2017 sur Linux, OS X, Windows.

## Système de jeu
Le but est de réussir à transformer son petit hameau en cité, puis grand royaume, pour ce faire le placement des bâtiments est important, ainsi que s'occuper des différents obstacles tels que des attaques de vikings, de dragons ou encore des famines.

## Financement participatif
Ayant fait l'objet d'un financement participatif sur Fig le 6 janvier 2017, la campagne a été un succès avec 108 767$ réunis pour un objectif de 15 000$,

## Popularité du jeu
Le jeu a été mis en avant après sa sortie par plusieurs vidéastes.
Avec des pics de fréquentation en juillet et décembre 2017, le jeu réunit sur Steam 300 joueurs par jour en moyenne.